# Roberto Cherro
Roberto Cherro, född 23 februari 1907 i Barracas i Buenos Aires, död 11 oktober 1965 i Buenos Aires, var en argentinsk fotbollsspelare.
Cherro blev olympisk silvermedaljör i fotboll vid sommarspelen 1928 i Amsterdam.